# نونسیاتا سرادیمینی
نونسیاتا سرادیمینی (ایتالیایی: Nunziata Serradimigni؛ زادهٔ ۸ فوریهٔ ۱۹۶۰) بازیکن زن بسکتبال اهل ایتالیا بود. وی در بازی‌های المپیک تابستانی ۱۹۸۰ شرکت کرده‌است.